# Selfish Love
"Selfish Love" é uma canção do DJ francês DJ Snake e da cantora estadunidense Selena Gomez, gravada para o quarto EP de Gomez Revelación (2021). Foi lançada pela Interscope Records em 4 de março de 2021, como o terceiro single do EP. "Selfish Love" marca a segunda colaboração entre DJ Snake e Gomez, depois de "Taki Taki" em 2018.

## Antecedentes e lançamento
Em 24 de fevereiro de 2021, DJ Snake postou um vídeo em suas contas nas redes sociais exibindo mensagens com Selena Gomez sobre eles receberem a placa de certificação de 4× Platina da RIAA para "Taki Taki", sua colaboração anterior com Cardi B e Ozuna. Ele então enviou uma mensagem a Gomez; "Acho que é hora de darmos outro", seguido de um clipe de áudio. Eles anunciaram a data de lançamento e o título do single no dia seguinte, 25 de fevereiro. A canção foi lançada em 4 de março de 2021, junto com seu videoclipe.

## Composição
Com o mundo inteiro sendo separado, continuei procurando e trabalhando apenas com vibrações puras e boas. Eu queria fazer música para o mundo e misturar todas as minhas influências favoritas de afrobeat, da música latina, algo que parecesse sólido e orgânico [...] "Selfish Love" veio muito naturalmente para nós e eu acho que é a evolução perfeita para nossa história juntos— DJ Snake sobre "Selfish Love"